# 紅衛兵 (美國)
红卫兵（英語：Red Guards）是美国的一個「马列毛主义社区组织者和群众工人集体」，起源于美國洛杉矶，在奥斯汀、堪萨斯城、匹兹堡、夏洛特以及圣路易斯和聖馬科斯都有分支机构，分别以「红色道路圣路易斯」和「圣马科斯革命阵线」的名義开展活动。该组织的名稱來自於中华人民共和国文化大革命期间的红卫兵。截至2020年，大多数红卫兵分支已解散。
据该组织的前成员说，各红卫兵组织实际上是转入地下，并形成美国共产党重建委员会。约2022年春，因其领导人的“邪教作风”，美共重建委瓦解，旗下各组织回到类似红卫兵的各地“革命学习团体。